# Église Saint-Ouen de Léry (Eure)
Pour les articles homonymes, voir Église Saint-Ouen.
L'église Saint-Ouen est une église catholique située à Léry, en France.

## Localisation
L'église est située dans le département français de l'Eure, sur la commune de Léry au bord de l’Eure un des principaux axes fluviales de l’Eure pour se rendre a Rouen. 

## Historique
L'église, de style roman normand, est bâtie entre 1130 et 1160. La flèche date du XVIe siècle. L'intérieur est fait de pierre calcaire et le plafond est un plâtre peint. Une imposante croix du Christ orne le chœur.
L'édifice est classé au titre des monuments historiques en 1911.
Une horloge était présente, qui a été retirée au cours du XXe siècle.

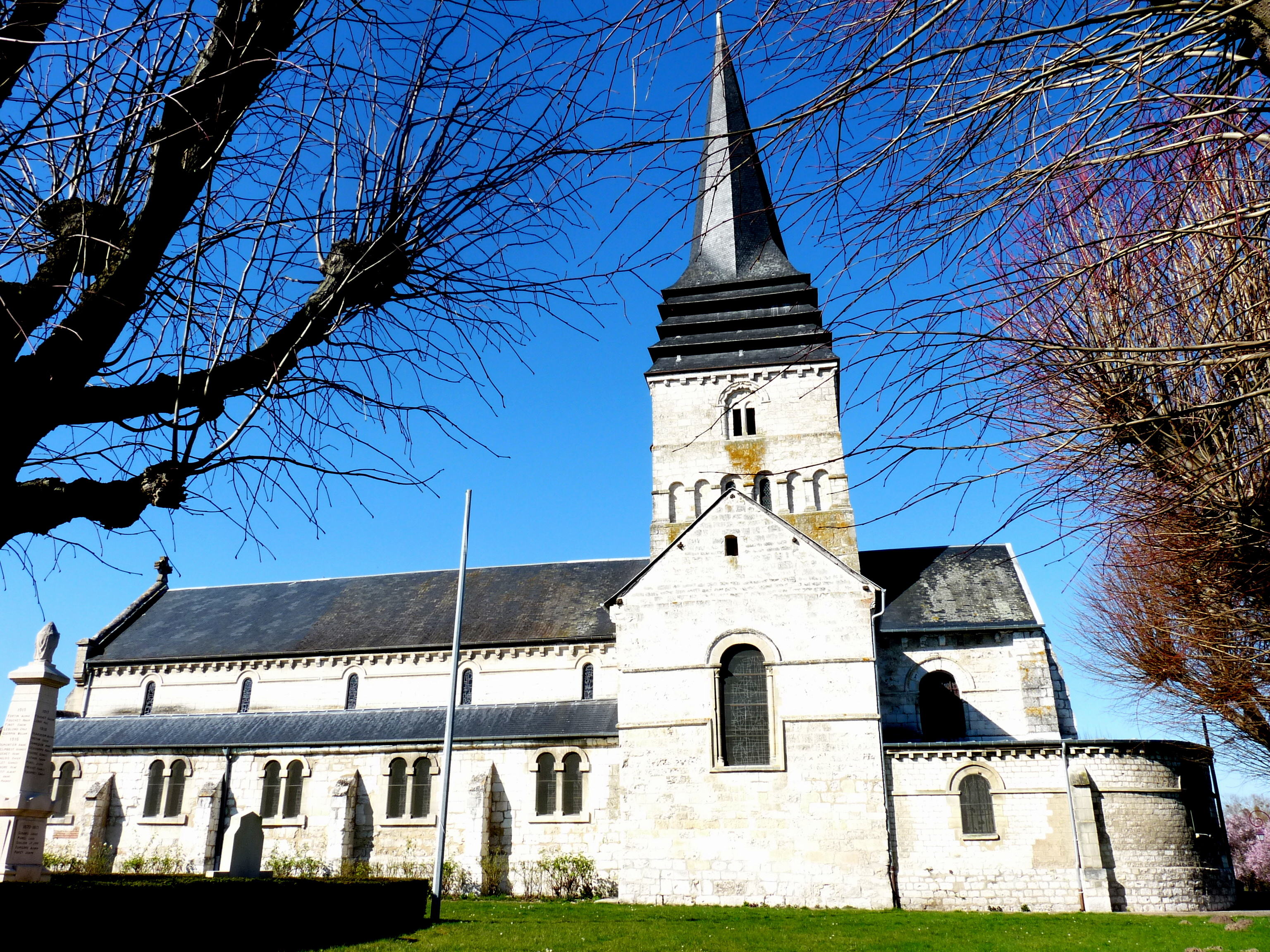
Vue latérale.